# Berndorf (Eifel)
Berndorf település Németországban, Rajna-vidék-Pfalz tartományban. Lakosainak száma 507 fő (2023. december 31.).

## Népesség
A település népességének változása:
| Lakosok száma | 464  | 508  | 489  | 496  | 506  | 507  |
|               | 1975 | 2017 | 2019 | 2021 | 2022 | 2023 |